# الرعاس (السياني)

تعديل مصدري - تعديل

الرعاس هي إحدى قرى عزلة هدفان بمديرية السياني التابعة لمحافظة إب، بلغ تعداد سكانها 1138 نسمة حسب تعداد اليمن لعام 2004.